# Liste der Baudenkmäler in Neukirchen-Balbini
Auf dieser Seite sind die Baudenkmäler in dem Oberpfälzer Markt Neukirchen-Balbini zusammengestellt. Diese Tabelle ist eine Teilliste der Liste der Baudenkmäler in Bayern. Grundlage ist die Bayerische Denkmalliste, die auf Basis des Bayerischen Denkmalschutzgesetzes vom 1. Oktober 1973 erstmals erstellt wurde und seither durch das Bayerische Landesamt für Denkmalpflege geführt wird. Die folgenden Angaben ersetzen nicht die rechtsverbindliche Auskunft der Denkmalschutzbehörde.
 Die Liste gibt den Fortschreibungsstand vom 23. Mai 2018 und umfasst dreizehn Baudenkmäler.

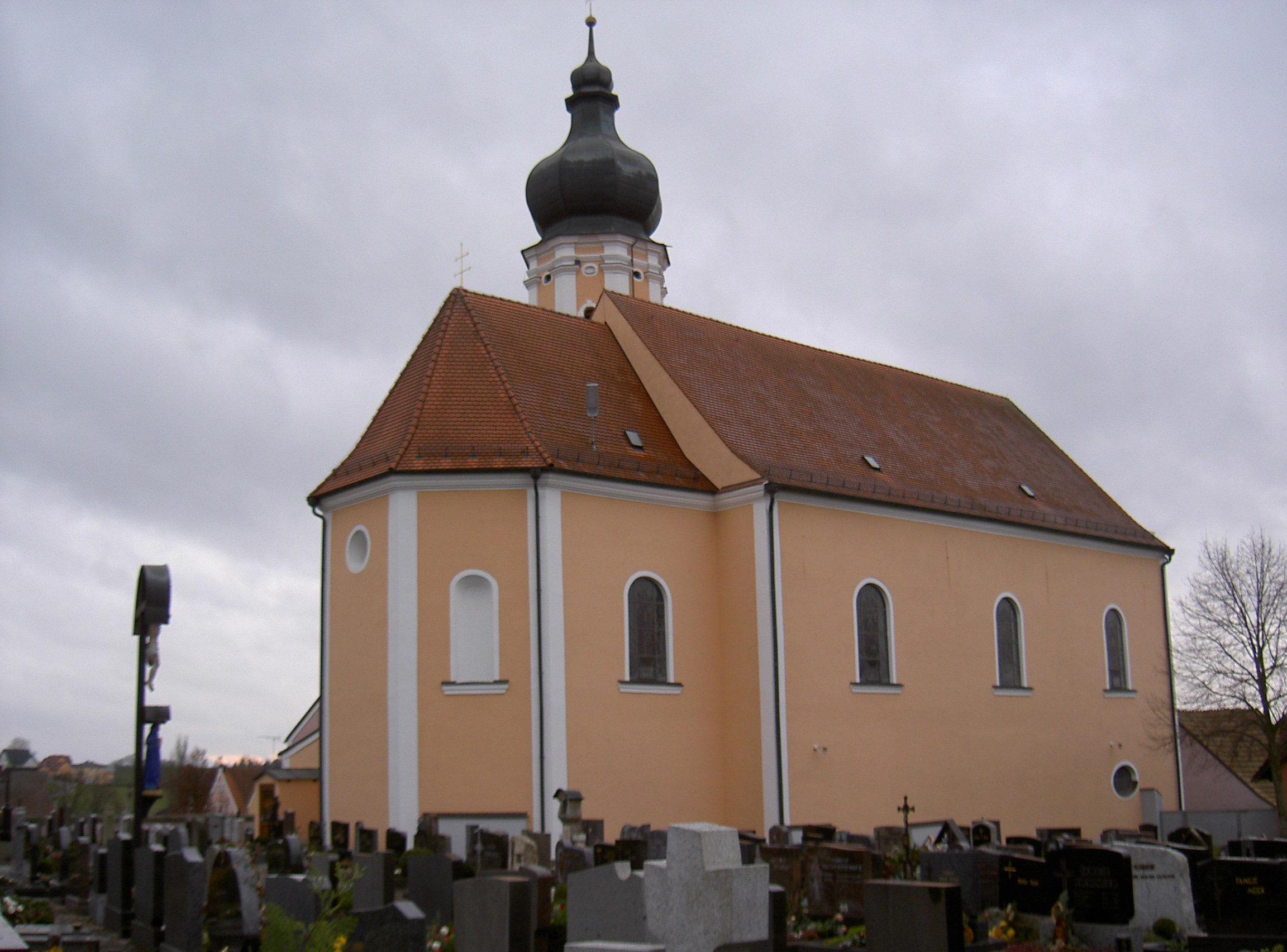
Michaelskirche von Norden

## Baudenkmäler nach Ortsteilen

### Neukirchen-Balbini
| Lage                                                                                            | Objekt                                | Beschreibung | Akten-Nr.    | Bild |
| ----------------------------------------------------------------------------------------------- | ------------------------------------- | --- | ------------ | --- |
| Fronauer Straße 5 (Standort)                                                                    | Bauernhof                             | Wohnstallhaus eingeschossiger Krüppelwalmdachbau, nach Brand 1841 erneuert; Erdstall, sogenanntes Schrazelloch, wohl mittelalterlich; Gewölbestall bezeichnet mit „F1841W“ (Franz Winkler); Stadel mit Keller, bezeichnet mit „18JW72“ (Johann Winkler). | D-3-76-146-1 | Bauernhof |
| Hauptstraße 10 (Standort)                                                                       | Wohnhaus                              | Halbwalmdachbau, 17./18. Jahrhundert, mit Schindeln unter dem Blechdach. | D-3-76-146-2 | Wohnhaus |
| Hollergasse 12 (Standort)                                                                       | Wohnhaus                              | Waldlerhaus mit Blockbaukniestock, 18. Jahrhundert. Nicht nachqualifiziert. | D-3-76-146-3 | BW |
| Marktplatz 2 (Standort)                                                                         | Katholische Pfarrkirche Sankt Michael | Auf mittelalterlicher Anlage um 1720 erneuert, Turmunterbau gotisch, mit Ausstattung; Friedhofskreuz mit holzgeschnitzten Figuren, 19. Jahrhundert; Kriegerdenkmal für 1914–1918 und 1939–1945, 1922.                                                    | D-3-76-146-4 | weitere Bilder |
| Marktplatz 4 (Standort)                                                                         | Ehemaliges Schulhaus                  | Satteldachbau mit Stichbogenfenstern und Durchgang zur Kirche, 1845; Grabplatte, 15. Jahrhundert. | D-3-76-146-5 | Ehemaliges Schulhaus |
| Auf der alten Kuh (an der Straße nach Egelsried, bei der Abzweigung nach Kitzenried) (Standort) | Feldkapelle                           | Bezeichnet mit „1832“, mit Ausstattung. | D-3-76-146-6 | [[Vorlage:Bilderwunsch/code!/C:49.29444,12.42115!/D:Auf der alten Kuh (an der Straße nach Egelsried, bei der Abzweigung nach Kitzenried), Feldkapelle!/\|BW]] |

### Egelsried
| Lage                          | Objekt                   | Beschreibung | Akten-Nr.    | Bild |
| ----------------------------- | ------------------------ | --- | ------------ | ---- |
| Egelsried 8, 8 1/2 (Standort) | Lehmerhof                | Wohnhaus im Kern 18. Jahrhundert, 1924 Aufstockung zu Halbwalmdachbau im Heimatstil; Hauskapelle, um 1830; mit Ausstattung.                            | D-3-76-146-7 | BW   |
| ()                            | Ehemaliges Wohnstallhaus | Erdgeschossiger Satteldachbau mit seitlichem Gredvordach, im Kern 18. Jahrhundert. Nicht nachqualifiziert, im Bayerischen Denkmalatlas nicht kartiert. | D-3-76-146-8 |      |

### Enzenried
| Lage                    | Objekt      | Beschreibung                           | Akten-Nr.     | Bild |
| ----------------------- | ----------- | -------------------------------------- | ------------- | ---- |
| In Enzenried (Standort) | Ortskapelle | Mit Dachreiter, 1878; mit Ausstattung. | D-3-76-146-14 | BW   |

### Goppoltsried
| Lage                                                | Objekt        | Beschreibung                                         | Akten-Nr.     | Bild |
| --------------------------------------------------- | ------------- | ---------------------------------------------------- | ------------- | --- |
| Goppoltsried 4 (Standort)                           | Wohnstallhaus | Im Kern 18. Jahrhundert, mit seitlichem Gredvordach. | D-3-76-146-9  | BW |
| Hochäcker (an der Straße nach Bodenwöhr) (Standort) | Feldkapelle   | Anfang 19. Jahrhundert.                              | D-3-76-146-10 | [[Vorlage:Bilderwunsch/code!/C:49.284299,12.423969!/D:Hochäcker (an der Straße nach Bodenwöhr), Feldkapelle!/\|BW]] |

### Kitzenried
| Lage                    | Objekt                | Beschreibung                                                                            | Akten-Nr.     | Bild |
| ----------------------- | --------------------- | --------------------------------------------------------------------------------------- | ------------- | ---- |
| Kitzenried 3 (Standort) | Zugehörige Hofkapelle | Kleiner Rechteckbau mit Satteldach, 1835/40 erbaut, 1945/46 erweitert; mit Ausstattung. | D-3-76-146-13 | BW   |

### Unterstocksried
| Lage                         | Objekt       | Beschreibung                                     | Akten-Nr.     | Bild |
| ---------------------------- | ------------ | ------------------------------------------------ | ------------- | ---- |
| Unterstocksried 2 (Standort) | Stallgebäude | Zugehöriger Gewölbestall, dreischiffig, um 1925. | D-3-76-146-12 | BW   |

## Ehemalige Baudenkmäler
In diesem Abschnitt sind Objekte aufgeführt, die früher einmal in der Denkmalliste eingetragen waren, jetzt aber nicht mehr. Objekte, die in anderem Zusammenhang – also z. B. als Teil eines Baudenkmals – weiter eingetragen sind, sollen hier nicht aufgeführt werden. Aktennummern in diesem Abschnitt sind ehemalige, jetzt nicht mehr gültige Aktennummern.

| Lage                                     | Objekt         | Beschreibung                                                             | Akten-Nr.     | Bild |
| ---------------------------------------- | -------------- | ------------------------------------------------------------------------ | ------------- | ---- |
| Happassenried Happassenried 4 (Standort) | Getreidekasten | 19. Jahrhundert, Erdgeschoss als Ständerbau, Kniestock in Blockbauweise. | D-3-76-146-11 | BW   |